# Поздняковська культура
Поздняковска культура, Поздняківська, Подборновська — археологічна культура пізньої бронзової доби. Датується 1600–1200 роками до н. е..

## Поширення
Поширення у середньому й нижньому Пооч'ї, Волзько-Окському міжріччю (особливо по Клязьмі), Горішньому Надволжі, Посур'ї, правобережному марійсько-чуваському Надволжі.

## Дослідження
Перші поселення були виявлені в 1881 році графом Олексієм Уваровим біля села Поздняково неподалік міста Мурома у Володимирській області. Як самостійну культуру її виділили в 1927 році Б. С. Жуков й Отто Бадер. Виділена Б. А. Куфтином під назвою подборновська культура.
М. Є. Фосс та інші археологи заперечували проти виділення її у самостійну культуру, вважаючи її варіантом зрубної культури.

## Походження
Культура сформувалася шляхом експансії в 2000–1750 роках до н. е. лісостепових (й можливо степових) племен зрубної культури Горішнього Подоння у межі місцевих племен волосівської, шагарської та інших місцевих культур.
У Волзько-Окському міжріччі змінила фатьянівську культуру.
Назване за поселенням у села Позднякове (Навашинський район Нижньогородської області).
Протягом всього існування поздняківська культура взаємодіяла з культурою текстильної кераміки (культура сітчатої кераміки), що призвело до асиміляції основної частини носіїв поздняківської культури.
Традиції поздняківської культури за часів ранньої залізної доби продовжували існувати в пам'ятках культури текстильної кераміки, а також у дьяковській культурі та городецькій культурі.
Частина носіїв поздняківської культури мігрувала на південний захід у Подесіння, де взяли участь у формуванні бондарихинської культури.

### Етнічна належність
Залишається дискусійною. Носії поздняківської культури були європеоїдами з рисами лапоноїдної раси. Припускається зв'язок поздняківської культури з фінськими племенами бронзової доби, що зазнали помітного впливу степових носіїв іранських мов.

## Культура
Поздняковська культура представлена невеликими родовими поселеннями, розташованими на корінних і перших надзаплавних річкових й озерних терасах, курганними групами (на ранньому етапі розвитку) та ґрунтовими могильниками (на пізніх етапах).

### Житла
Чотирокутні напівземлянки розміром від 9×6 до 18×12 м, заглиблені до 0,8 м. Споруди слабо заглиблені до 0,2 м, стовпової конструкції з плетеними стінами, двосхилим дахом, тамбуром-входом й кількома вогнищами трохи заглиблені у землю. Подібне житло було розкопане у присілку Малі Липки (Вязниковський район Володимирської області).

## Могильники
Найбільш досліджені курганні групи поздняковської культури біля присілку Битюкове та села Борисогліб Муромського району Володимирської області.
Могильники — курганні на ранньому етапі й ґрунтові на пізньому. Знаходилися біля поселень та іноді у їх межах.
Під невеликий насипом оточеною канавкою, зазвичай перебували 1-3 (з максимумом до 11) неглибокі чотирокутні ями, з поодинокими (рідше парним) похованнями, шириною 0,85-1,0 м й довжиною до 1,5 м, за винятком Борисоглібського могильника у Володимирській області, де ями були 3-3,8×2,8×2-2,5 м. Іноді ями мали сходи й підстилки з органічних матеріалів.
Поховання переважно скорчені трупопокладення, з орієнтацією голови на північний схід (з деякими відхиленнями).
Біля могил й в насипу курганів знайдені сліди ритуальних багать.

## Вироби

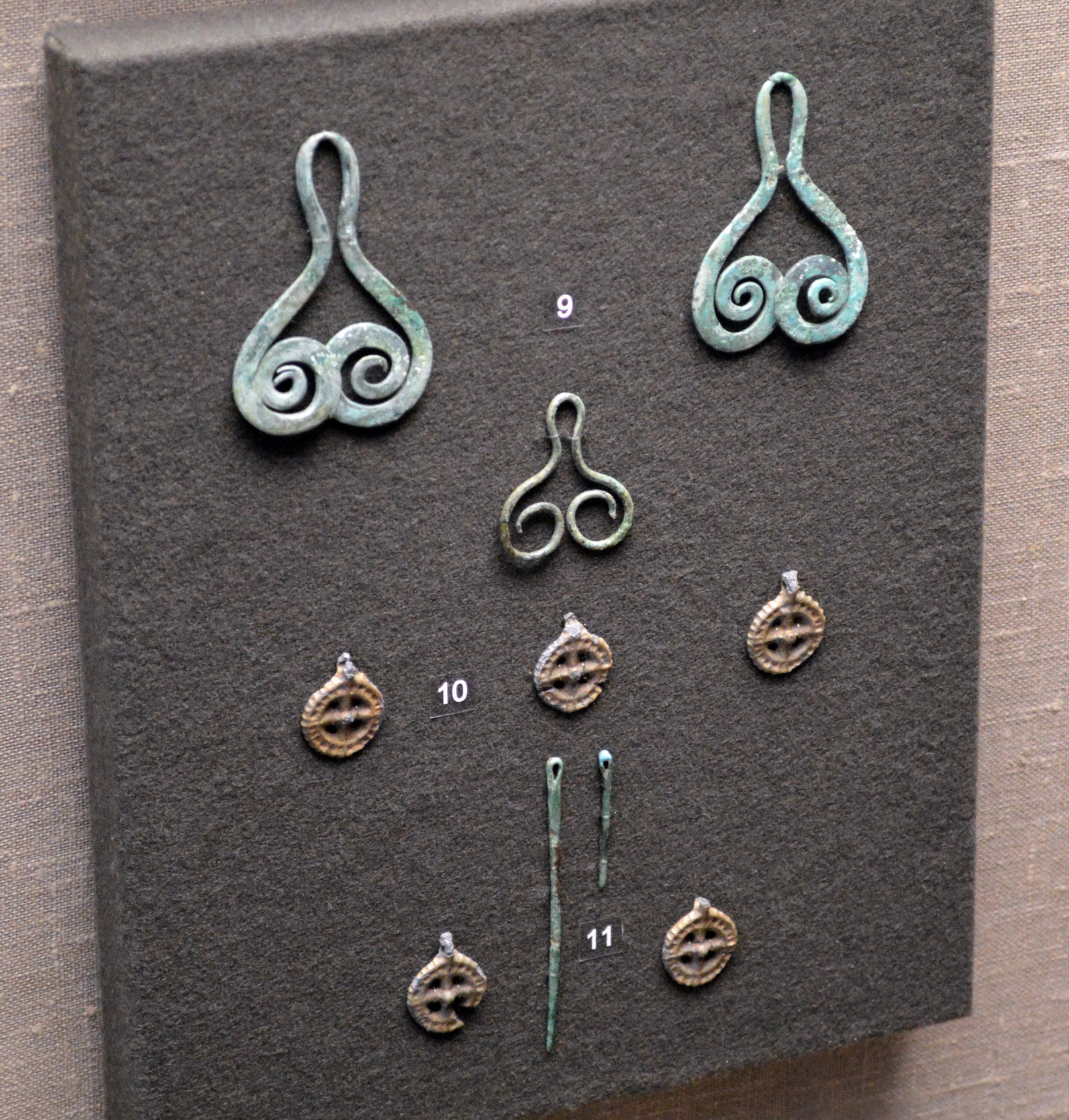
Підвіски

Переважно посуд, а також знаряддя, зброя й прикраси.

### Кераміка
У вигляді банок й горщиків з плоским (за винятком одного зразка з колісчатим) дном, переважно з домішкою шамоту. У похованнях горщики гострореберні.
Посудини знайдені часто у насипу кургану й поблизу могил.
Орнамент у верхній частині посуду наносився гребінчастим штампом, проведення, різцем, різними відбитками. Зонально розташовані композиції представлені прямими і ламаними лініями, зигзагом, бахромою, меандром, свастиками, прапорцями, сіткою, ромбами, трикутниками, перлинами, ямками тощо.

### Металеві вироби
Мідні та бронзові ножі, серпи, сокири-кельти, шила, голки, наконечники копій й дротиків, кинджали, скроневі кільця, браслети (включно жолобчасті), пластинчасті накладки, пронизки, бляхи, персні тощо.

### Кам'яні вироби
Кам'яні зернотертки, товкачі, булави, кременеві наконечники стріл, скребки, ножі тощо.

### Тканина
У Засіченському могильнику знайдені залишки вовняних тканин забарвлених мареною (Rubia tinctorum).

## Господарство
В основі господарства переважно утримання корів з додачею коней та свиней. Важливу підсобну роль грали полювання і рибальство.

### Металообробка
Власного бронзового виробництва не існувало, тому бронза доставлялася з Південного Надуралля у виливках.
Традиції металообробки пов'язані з Євразійською металургійною провінцією.
Виявлено залишки бронзоливарних майстерень з численних уламків ливарних форм. У Засіченському могильнику зафіксовано поховання ливарника.

## Культура у Пензенській області
Перша група пензенських пам'яток, розташованих у сточищі правої притоки Цни річки Виша близька до класичного Окського варіанту культури. Вона була залишена вихідцями з Середнього Пооччя.
Друга група пам'яток, розташованих у сурсько-мокшанському межиріччі має певну своєрідність: в орнаментації посуду відсутній так званий перловий орнамент, що складається з напівсферичних опуклин. Вона, ймовірно, сформувалася на місцевій основі.